# Papa John's Pizza
Papa John's Pizza, conhecida simplesmente por Papa John's, é uma companhia estadunidense de restaurantes. A Papa John's Pizza é a terceira maior cadeia de restaurantes de take-away e pizzaria delivery do mundo. A sede está localizada em Jeffersontown, Kentucky, subúrbio de Louisville, nos Estados Unidos.

## Visão geral

Países com restaurantes da Papa John's Pizza.

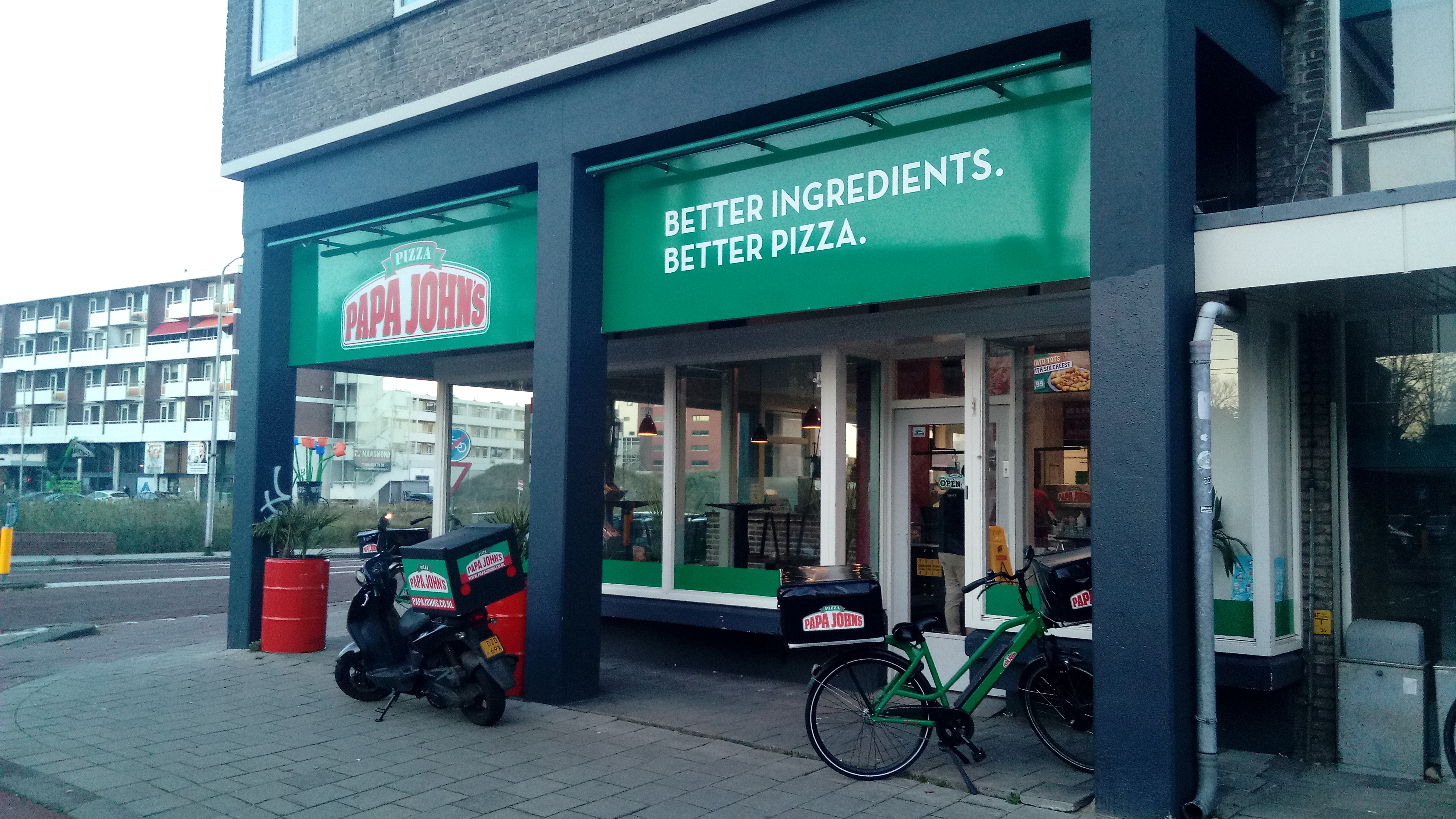
Restaurante da Papa John's Pizza em Delft, Países Baixos.

A franquia de restaurantes da Papa John's foi fundada em 1983 quando John Schnatter, bem conhecido como «Papa», começou a trabalhar na taberna Mick's Lounge, em Jeffersonville, Indiana. Ele então vendeu o seu Camaro Z28 1971 por 1600 dólares para comprar equipamentos de pizza usados e começou a vender pizzas para os clientes da taberna. As pizzas tornaram-se tão populares que em um ano ele foi capaz de arrendar um espaço só para a pizzaria. Em 2009, Schnatter obteve seu Camaro de volta em contato com a família para quem ele vendeu o carro lá em 1983.
A partir de 2015, a empresa se tornou a terceira maior cadeia de restaurantes de take-away e pizzaria delivery do mundo. Sua sede é em Jeffersontown, Kentucky, perto de Louisville.
A Papa Johns tem mais de 4700 estabelecimentos no mundo inteiro, incluindo cerca de 3500 nos Estados Unidos e mais de 1200 em 37 países, incluíndo Portugal. Em setembro de 2012, Papa John's Pizza abriu seu restaurante de número 4 mil em New Hyde Park. A empresa comemorou o evento, dando 4 mil pizzas grátis para clientes em toda a cidade de Nova York.

### Expansão internacional
A Papa John's está no mercado britânico desde 1999. Em julho de 2015, a empresa tinha 300 lojas no Reino Unido mas em 2010 tinha planos de aumentar esse número para os 400 restaurantes e 500 nos próximos cinco anos. Na Irlanda a companhia tem operações e sua sede europeia em Ballybrit, no Condado de Galway; naquele país conta com mais de 50 lojas. Em Espanha localiza-se o maior mercado da Papa John's na Europa onde tem presença desde 2016, para o final de 2017 a companhia já contava com 42 restaurantes, nomeadamente em Madrid.
A Papa John's também conta com restaurantes na Rússia e Bielorrússia, com planos de expansão para outros países do centro e leste europeu, também para Ásia Central.
Na América Latina a empresa tem presença em 13 países, entre eles México, Chile, Peru, Colômbia, El Salvador, Guatemala, Costa Rica, e outros.
Em 2017 a empresa abriu o primeiro restaurante na Polónia e em 2018 no Cazaquistão, Em 2019 expandiram-se para Alemanha, Países Baixos e regressou a Portugal.

### Em Portugal
Em março de 2005, a Papa John's inaugurou a sua primeira loja no mercado português na zona de Telheiras, em Lisboa com investimento de dez milhões de euros, e na altura pretendeu abrir 50 restaurantes mas acabou por fechar. Em setembro de 2019 a pizzaria voltou à capital portuguesa, desta feita com um restaurante na Rua Dom João V, entre o Rato e Campo de Ourique.